# 夏静寒
夏静寒（1928年—），女，辽宁金县人，中国舞蹈编导，曾任中国舞蹈家协会理事。